# فولیوی یکم
فولیوی یکم (به انگلیسی: First Folio) مجموعه نمایش‌نامه‌ای از ویلیام شکسپیر است که در سال ۱۶۲۳ میلادی توسط جان همینگز و هنری کاندل منتشر شد.